# Meio de contraste

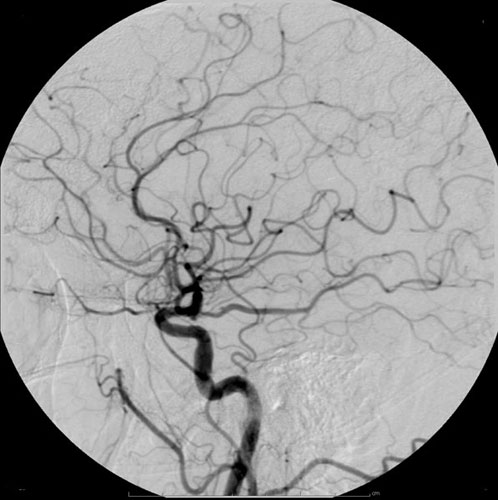
Um angiograma cerebral contrastado

Meio de contraste, em diagnósticos por imagem, são substâncias administradas ao paciente com a finalidade de facilitar a distinção de estruturas anatômicas em seu estado normal ou patológico. 
A depender da técnica de obtenção de imagens podem ser utilizadas diferentes substâncias. Mesmo a água pode ser considerada um meio de contraste quando, por exemplo, é utilizada para distender o estômago e duodeno na tomografia computadorizada (nessa ocasião considerada um contraste negativo). Meios de contraste podem ser administrados pelo trato gastrointestinal (via oral ou retal), via intravenosa, via intra-arterial, pelo trato genitourinário (ex.: vagina, útero ou uretra), ou ainda, durante procedimentos cirúrgicos, quando se deseja estudar estruturas profundas como a via biliar (colangiografia).
Nas técnicas de radiografia e tomografia computadorizada, baseadas na atenuação sofrida pelos raios-X, empregam-se substâncias que contém átomos de alto número atômico, como o bário e o iodo. Já nas imagens de ressonância magnética, cuja obtenção é baseada nas propriedades ferromagnéticas das diferentes substâncias, o gadolínio é o principal constituinte dos meios de contraste, por ser um átomo com propriedades paramagnéticas.

## Meios de contraste em tomografia computadorizada

### Contraste iodado
Quando administrado pela via intravenosa, é capaz de facilitar a identificação dos vasos sanguíneos, além de detectar alterações estruturais ou dinâmicas de funcionamento dos órgãos estudados, que em muitos casos, não seriam detectados de outra forma. Apesar de ter o potencial de alterar a função renal, na grande maioria das vezes o contraste iodado intravenoso o faz de maneira discreta e reversível, e por esse motivo, é amplamente utilizado pelo seu benefício, permitindo o diagnóstico e tratamento de condições de maior relevância para a saúde do paciente.
Em pacientes com função renal gravemente comprometida, a decisão de usar o contraste deve ser pesada contra o seu benefício, sendo, em algumas ocasiões, contra-indicado. Os pacientes em hemodiálise, por não dependerem da função dos rins nativos, não apresentam um risco específico para o seu uso.  Pacientes com história de reação "alérgica" grave (anafilaxia) após o uso de contraste não devem ser novamente expostos ao seu uso intravenoso. No entanto, reações de menor magnitude (ex.: reações cutâneas) devem ser avaliadas por um médico e, se necessário, pode-se decidir pela administração do contraste com a preparação através de medicamentos que visam reduzir o seu risco de provocar novas reações.
Quando da injeção endovenosa do meio de contraste, podemos classificar as lesões em:
- lesão hipervascular: concentra muito o meio de contraste;
- lesão hipovascular: concentra pouco o meio de contraste;
- lesão sem realce: lesão que não concentra o meio de contraste;
- lesão espontaneamente hiperatenuante: lesão de alta densidade, mesmo sem a injeção do meio de contraste;

O contraste iodado, em determinadas situações, pode ser considerado útil para a contrastação da luz do trato gastrointestinal. Nessas situações, não é administrado de forma pura como na via intravenosa, sendo diluído, por exemplo a 5%. Nessa aplicação, o volume fornecido é significativamente maior do que o injetado nas veias e, se não diluído, produziria uma atenuação indesejavelmente alta dos raio-X, o que prejudicaria a obtenção do restante da imagem.
Administração por via endovenosa de contraste não iônico aquecido em ate 36C diminuem as chances de uma crise alérgica na hora do exame de tomografia. 

## Meios de contraste na radiografia
Além das densidades radiográficas, uma imagem se define pelo contraste radiológico.
Não podemos distinguir uma estrutura de outra se ambas possuírem a mesma densidade radiográfica.
É preciso que a estrutura seja delineada por um material de outra densidade contrastante para se tornar nítida.
Os meios de contraste artificiais a base de iodo e bário apresentam densidade metálica, por isso são radiopacos e são introduzidos por via oral, retal ou intravenosa.